# Egira musicalis
Egira musicalis är en fjärilsart som beskrevs av Eugen Johann Christoph Esper 1777. Egira musicalis ingår i släktet Egira och familjen nattflyn. Inga underarter finns listade i Catalogue of Life.